# Sridevi
Shree Amma Yanger (en tamil: ஸ்ரீதேவி; Sivakasi, Tamil Nadu, 13 de agosto de 1963-Dubái, Emiratos Árabes Unidos, 24 de febrero de 2018) fue una actriz y productora de cine indio que trabajó en películas en lenguas tamil, hindi, telugu y malabar.
Empezó a actuar a la edad de cuatro años, haciendo su debut en Bollywood en la película Julie de 1975. Interpretó su primer personaje adulto en el filme en tamil Moondru Mudichu. Se convirtió en una de las actrices más exitosas de la década de 1980 y principios de 1990. Dejó la industria en 1997 para criar a sus hijas. Durante su carrera ganó cinco Premios Filmfare.

## Carrera
Sridevi comenzó su carrera como actriz infantil en la película en tamil de 1967 Kandan Karunai, en el papel de la joven Lord Muruga, y actuó en muchas películas en tamil, telugu, canarés, hindi y malabar a partir de entonces.
En 1976, Sridevi consiguió su primer papel protagonista en Moondru Mudichu, dirigida por K. Balachander, donde actuó junto a las estrellas en ascenso Rajinikanth y Kamal Haasan. Luego actuó en una serie de películas con Haasan y Rajnikanth nuevamente. Con el primero, actuó en películas como Gurú , Sankarlal, Sigappu Rojakkal, Thaayillamal Naan Illai , Meendum Kokila, Vazhvey Maayam, Varumayin Niram Sivappu, Neela Malargal, Moondram Piraí y 16 Vayathinile; y con Rajnikanth apareció en películas como Gayathri, Dharma Yuddham, Priya , Johnny, Ranuva Veeran, Pokkiri Raja, Thanikattu Raja, Adutha Varisu y Naan Adimai Illai.
Simultáneamente, Sridevi comenzó a actuar en películas en telugu, muchas de ellas dirigidas por K. Raghavendra Rao. Con N. T. Rama Rao actuó en filmes como Konda Veeti Simham, Vetagadu, Sardar Paparayudu y Bobbili Puli. Con A. Nageswara Rao actuó en Mudulla Koduku, Premabhishekham, Bangaru Kanku y Premakanuka. Con Krishna, participó en Kanchu Kagada, Kalavari Samsaram, Krishnavatharam, Burripalem Bolludu y Khaidi Rudrayya.

## Vida familiar y personal
Sridevi nació como Shree Amma Yanger Ayyapan Rajeswari el 13 de agosto de 1963 en Sivakasi, Tamil Nadu. Su padre era abogado. Tiene una hermana y dos hermanastros. Se casó con Boney Kapoor, productor de cine y el hermano mayor de los actores Anil Kapoor y Sanjay Kapoor, en 1996. Tuvieron dos hijas, Jhanvi y Khushi (Krishna). Su lengua materna era el tamil.

### Fallecimiento
La actriz falleció inesperadamente de un ahogamiento accidental, en el hotel donde se alojaba para asistir a una boda, el 24 de febrero de 2018, la actriz fue incinerada.